# Faléa
Faléa è un comune rurale del Mali facente parte del circondario di Kéniéba, nella regione di Kayes.
Il comune è composto da 21 nuclei abitati:
- Bassara
- Darsalam
- Faléa
- Farindina
- Foudenta
- Foulaguiné
- Héra-Madina
- Illimalo
- Kally
- Kambaya
- Kondoya

- Konissaya
- Koufoulabé
- Koumassi
- Mangalabé
- Nertindé
- Simbarakouré
- Siribaya
- Sitadina
- Soléa
- Willy-Willy